# Vído
Pour l’article ayant un titre homophone, voir Videau.
Vído (grec moderne : Βίδο), également connu sous le nom de Ptychía (grec moderne : Πτυχία), est un îlot des Îles Ioniennes situé à l'est de l'île de Corfou, en Grèce. Mesurant moins d’un kilomètre de diamètre, Vído se trouve plus précisément à l’embouchure du port de la ville de Corfou. Depuis 2019, l'îlot est rattaché au dème de Corfou-Centre et des îles Diapontiques dans le cadre du programme Clisthène I. 
Pendant la Première Guerre mondiale, en décembre 1915, les forces de l’Entente évacuent les troupes et le gouvernement serbes sur l’île de Corfou après leur retraite à travers l’Albanie. L’îlot de Vído sert alors de lieu de quarantaine pour les soldats et civils serbes atteints du typhus. En dépit des efforts des Alliés, le taux de mortalité est alors extrêmement élevé parmi les réfugiés. Vído étant un simple îlot aux sols rocailleux, il devient rapidement impossible d’y enterrer les victimes et les corps de plus de 5 000 personnes doivent donc être ensevelies dans les eaux l’entourant.    
Cet épisode de l’histoire de Vído a été rendu célèbre par l’écrivain serbe Milutin Bojić qui en a fait un poème intitulé « Plava grobnica » (en français : « Cimetière bleu »).

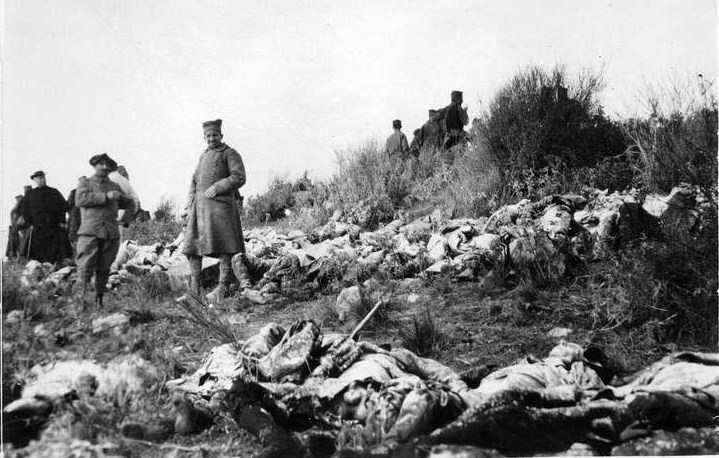
Des Alliés sur l'île de Vído, février 1916 découvrant les morts de la nuit.